# Дионисий (Марангудакис)
Епи́скоп Диони́сий (греч. Επίσκοπος Διονύσιος, в миру Эммануи́л Марангуда́кис, греч. Εμμανουήλ Μαραγκουδάκης; XIX век, Маргаритес, Крит — 11 февраля 1953, Неаполь) — архиерей Критской автономной православной церкви Константинопольского патриархата, епископ Петрский и Херронисский (1923—1953).

## Биография
Родился в селении Маргаритес на Крите.
Был пострижен в монашество в Аркадийском монастыре и в качестве стипендиата обучался в Халкинской богословской школе.
Указом Святейшего синода Русской православной церкви от 30 июня 1893 года за № 3270 был зачислен в Московскую духовную академию без экзаменов и в 1901 году окончил курс академии со степенью кандидата богословия.
15 июля 1901 года епископом Ретимнийским Дионисием (Кастринояннакисом) был хиротонисан во иеромонаха.
В 1903 году приехал в Иерусалим, где преподавал в Богословской школе святого Креста, а позднее в гимназиях Ретимни и Халкидоса.
20 апреля (3 мая) 1923 года состоялась его архиерейская хиротония в митрополита Петрского и Херронисского. Хиротонию совершили: митрополит Критский Тит II (Зографидис), епископ Аркадийский Василий и епископ Ламбийский Агафангел (Пападакис).
Скончался 11 февраля 1953 года.